# Yugoslavia en los Juegos Olímpicos de Londres 1948
Yugoslavia estuvo representada en los Juegos Olímpicos de Londres 1948 por un total de 90 deportistas que compitieron en 8 deportes.  
El portador de la bandera en la ceremonia de apertura fue el jugador de waterpolo Božo Grkinić.

## Medallistas
El equipo olímpico yugoslavo obtuvo las siguientes medallas:
| Nombre       | Deporte   | Competición |
| ------------ | --------- | ----------- |
| Oro          |           |             |
| —            |           |             |
| Plata        |           |             |
| Ivan Gubijan | Atletismo | Martillo M  |
| Equipo       | Fútbol    | Torneo M    |
| Bronce       |           |             |
| —            |           |             |